# Arquidiocese de Rennes
A Arquidiocese de Rennes, também Arquidiocese de Rennes, Dol e Saint-Malo (em latim: Archidioecesis Rhedonensis, Dolensis et Sancti Maclovii) é uma arquidiocese da Igreja Católica Romana na França com sede em Rennes.

## História
Rennes é um bispado desde o século III . Na Idade Média , Rennes foi o local da coroação dos Duques da Bretanha . Com a Concordata de 1801 , as dioceses de Dol e Saint-Malo foram dissolvidas e a maioria delas foi acrescentada à diocese de Rennes, que também se tornou sua sucessora legal . Desde 1859, a diocese de Rennes está na categoria de diocese metropolitana com inicialmente três, e desde 2002 até oito cadeiras sufragâneas .
O atual bispo é Pierre d'Ornellas desde sua nomeação em 2007 .
Estrutura da província eclesiástica de Rennes de 1859 a 2002:
- Arquidiocese de Rennes

1. Diocese de Quimper
2. Bispado de Saint-Brieuc
3. Diocese de Vannes

Estrutura da província eclesiástica de Rennes desde 2002:
- Arquidiocese de Rennes

1. Diocese de Angers
2. Diocese de Laval
3. Diocese de Le Mans
4. Diocese de Luçon
5. Diocese de Nantes
6. Diocese de Quimper
7. Bispado de Saint-Brieuc
8. Diocese de Vannes

## Arcebispos desde o Século XX
|                     | Nome                                        | Período    | Notas                               |            |
| Arcebispos          | Arcebispos                                  | Arcebispos | Arcebispos                          | Arcebispos |
| ------------------- | ------------------------------------------- | ---------- | ----------------------------------- | ---------- |
|                     | Pierre Paul Oscar d’Ornellas                | 2007-atual |                                     |            |
|                     | François de Sales Marie Adrien Saint-Macary | 1998-2007  |                                     |            |
|                     | Jacques André Marie Jullien                 | 1985-1998  |                                     |            |
|                     | Paul Joseph Marie Cardeal Jullien           | 1964-1985  |                                     |            |
|                     | Clément-Émile Cardeal Roques                | 1940-1964  |                                     |            |
|                     | René-Pierre Mignen                          | 1931-1939  |                                     |            |
|                     | Alexis-Armand Cardeal Charost               | 1921-1930  |                                     |            |
|                     | Auguste-René-Marie Cardeal Dubourg          | 1906-1921  |                                     |            |
|                     | Guillaume-Marie-Joseph Cardeal Labouré      | 1893-1906  |                                     |            |
| Arcebispo coadjutor |                                             |            |                                     |            |
|                     | Pierre Paul Oscar d’Ornellas                | 2006-2007  |                                     |            |
|                     | François de Sales Marie Adrien Saint-Macary | 1997-1998  |                                     |            |
|                     | Jacques André Marie Jullien                 | 1984-1985  |                                     |            |
|                     | Paul Joseph Marie Gouyon                    | 1963-1964  |                                     |            |
|                     | Alexis-Armand Charost                       | 1920-1921  |                                     |            |
| Bispos auxiliares   |                                             |            |                                     |            |
|                     | Jean Bondu                                  | 2022-atual |                                     |            |
|                     | Alexandre François Marie Joly               | 2018-2021  | Nomeado Bispo de Troyes             |            |
|                     | Nicolas Jean-Marie Souchu                   | 2008-2017  | Nomeado Bispo de Aire et Dax        |            |
|                     | Pierre Marie Léon Augustin Plateau          | 1979-1984  | Nomeado Arcebispo de Bourges        |            |
|                     | Joseph Marie Louis Duval                    | 1974-1978  | Nomeado Arcebispo coadjutor de Ruão |            |
|                     | Léon Eugène Émile François Dixneuf          | 1972-1973  |                                     |            |
|                     | Marcel-Pierre-Armand Riopel                 | 1951-1974  |                                     |            |

## Weblinks
- Homepage des Erzbistums Rennes (französisch)